# Amirul Haque Amin
Amirul Haque Amin (* 1. April 1961) ist Präsident und Mitbegründer der National Garments Workers Federation (NGWF – Nationale Gewerkschaft der Textilarbeiter), der größten Gewerkschaft in Bangladesch.

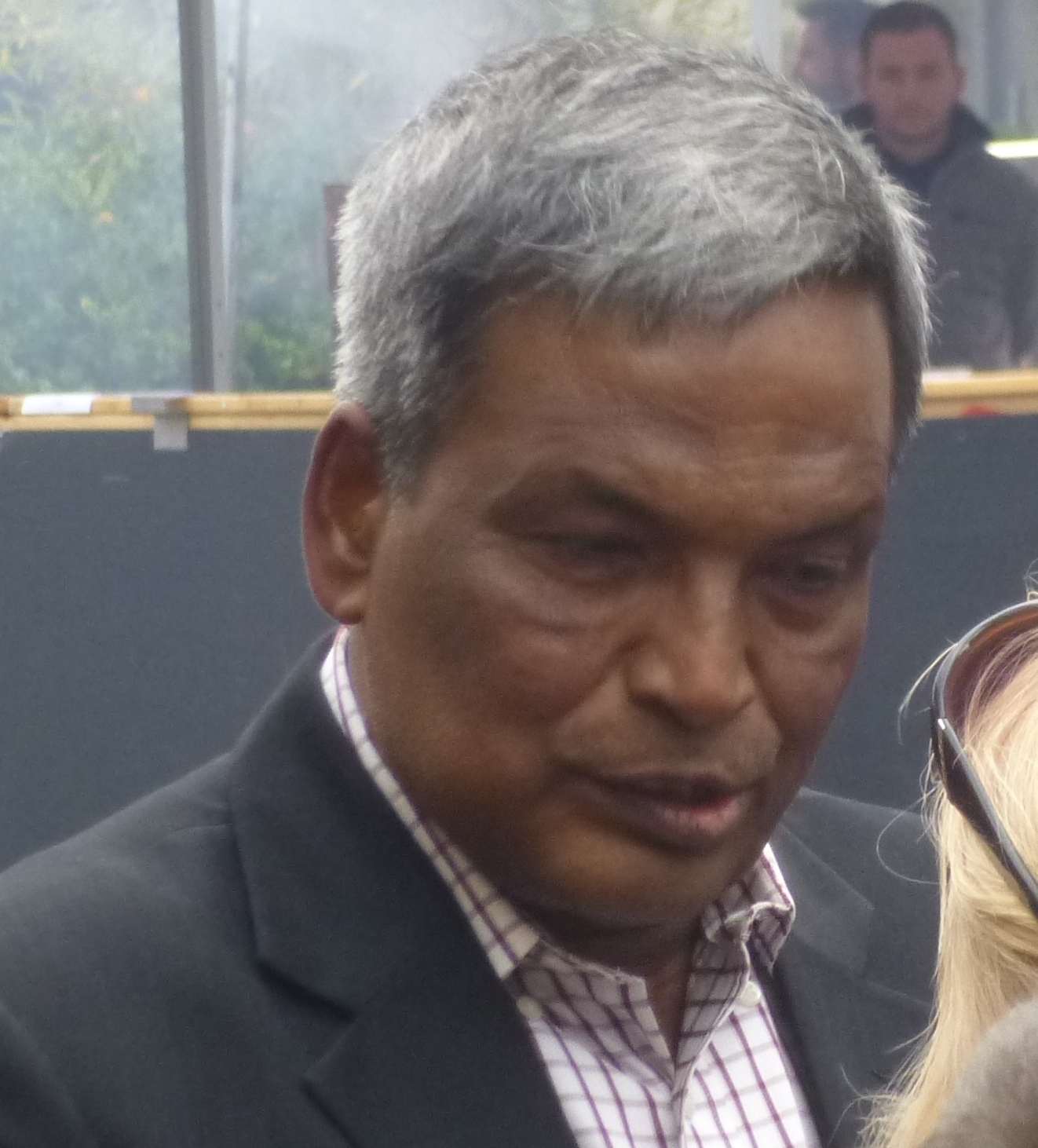
Amirul Haque Amin

## Leben
Amin setzt sich seit den 1980er Jahren für die Rechte der Arbeiter in der Textilindustrie ein. Sein Interesse daran, ihnen dabei zu helfen, sich in Gewerkschaften zu organisieren, um die gesellschaftlichen Bedingungen in Bangladesch zu verbessern, begann in seiner Studienzeit an der University of Dhaka.
Am 27. September 2015 wurde ihm der Internationale Nürnberger Menschenrechtspreis verliehen.